# Axel Moyano
Axel Aarón Moyano Durand (Chosica, Lima, Perú, 3 de enero de 2001) es un futbolista peruano que juega como centrocampista y su equipo actual es el ADT de la Primera División del Perú.

## Trayectoria
Moyano llegó al Alianza Lima a los 12 años. Inició en las categorías inferiores del cuadro blanquiazul donde realizó toda su formación profesional. En el año 2019, Moyano firmó su primer contrato profesional con la institución participando en el Torneo de Promoción y Reserva del Perú, teniendo destacadas actuaciones y manteniendo una regularidad constante.
Hizo su debut oficial como profesional en Alianza Lima el 17 de mayo del 2021 en la victoria 2-0 sobre el Sport Boys. Durante la Fase 1 de la Liga 1, el volante fue habitualmente utilizado por el DT Carlos Bustos ya sea como pieza de recambio o arrancando los encuentros.
Su primer gol con el elenco aliancista lo marcaría el 18 de agosto del 2021 en el Superclásico del fútbol peruano frente a Universitario de Deportes. El cuadro crema encontró el empate cerca de los 90 minutos del partido, pero cuando todo parecía sentenciado, Moyano anotó de cabeza tras un rebote de un remate de cabeza por parte de Hernán Barcos que quedó en el área rival en el tiempo adicional para decretar el 2-1 definitorio que selló el triunfo blanquiazul.
Para la temporada 2022, fue prestado a la Universidad San Martín que finalmente permaneció en primera tras la resolución del TAS.
Para la temporada 2023, fue prestado de nuevo, esta vez al Atlético Grau.

## Estadísticas

### Clubes
Actualizado al último partido disputado el 10 de febrero de 2025.
| Club                             | Div.          | Temporada     | Liga  | Liga  | Copas nacionales | Copas nacionales | Copas internacionales | Copas internacionales | Total | Total |
| Club                             | Div.          | Temporada     | Part. | Goles | Part.            | Goles            | Part.                 | Goles                 | Part. | Goles |
| -------------------------------- | ------------- | ------------- | ----- | ----- | ---------------- | ---------------- | --------------------- | --------------------- | ----- | ----- |
| Alianza Universidad · Perú       | 1.ª           | 2020          | 14    | 1     | —                | —                | —                     | —                     | 14    | 1     |
| Alianza Universidad · Perú       | Total club    | Total club    | 14    | 1     | 0                | 0                | 0                     | 0                     | 14    | 1     |
| Alianza Lima · Perú              | 1.ª           | 2021          | 13    | 1     | ―                | ―                | —                     | —                     | 14    | 1     |
| Universidad de San Martín · Perú | 1.ª           | 2022          | 30    | 1     | ―                | ―                | ―                     | ―                     | 30    | 1     |
| Universidad de San Martín · Perú | Total club    | Total club    | 30    | 1     | 0                | 0                | 0                     | 0                     | 30    | 1     |
| Atlético Grau · Perú             | 1.ª           | 2023          | 29    | 0     | ―                | ―                | —                     | —                     | 29    | 0     |
| Atlético Grau · Perú             | Total club    | Total club    | 29    | 0     | 0                | 0                | 0                     | 0                     | 29    | 0     |
| Alianza Lima · Perú              | 1.ª           | 2024          | 3     | 0     | 0                | 0                | 1                     | 0                     | 3     | 0     |
| Alianza Lima · Perú              | Total club    | Total club    | 16    | 1     | 0                | 0                | 1                     | 0                     | 17    | 1     |
| ADT Perú                         | 1.ª           | 2025          | 1     | 0     | 0                | 0                | 0                     | 0                     | 1     | 0     |
| ADT Perú                         | Total club    | Total club    | 1     | 0     | 0                | 0                | 0                     | 0                     | 1     | 0     |
| Total carrera                    | Total carrera | Total carrera | 90    | 3     | 0                | 0                | 1                     | 0                     | 91    | 3     |

## Palmarés

### Torneos nacionales
| Título                    | Club         | País | Año  |
| ------------------------- | ------------ | ---- | ---- |
| Primera División del Perú | Alianza Lima | Perú | 2021 |

### Torneos cortos
| Título          | Club         | País | Año  |
| --------------- | ------------ | ---- | ---- |
| Torneo Clausura | Alianza Lima | Perú | 2021 |